# (1319) Disa
(1319) Disa ist ein Asteroid des Hauptgürtels, der am 19. März 1934 vom südafrikanischen Astronomen Cyril V. Jackson in Johannesburg entdeckt wurde. 
Der Name des Asteroiden ist abgeleitet von einer Orchideen-Gattung, die in den Tropen verbreitet ist.